# Vestmotorvejen
Autostrada M20 (duń. Vestmotorvejen) - autostrada biegnąca ze wschodu na zachód od węzła Motorvejskryds Køge-Vest gdzie krzyżuje się z autostradą M10 (Køge Bugt Motorvejen) do Mostu nad Wielkim Bełtem, gdzie łączy się z autostradą M40 (Fynske Motorvej).
Autostrada oznakowana jest jako E20.

## Odcinki międzynarodowe
Droga na całej długości jest częścią trasy europejskiej E20.
W starym systemie numeracji tras europejskich pokrywała się z przebiegiem drogi międzynarodowej E66.